# 아쿠아맨 (영화)
《아쿠아맨》(Aquaman)은 2018년 12월에 개봉된 슈퍼히어로 영화로, DC 코믹스의 동명 캐릭터를 주인공으로 한다. DC 확장 유니버스에 소속된 작품이며, 제임스 완 감독이 연출하고 윌 빌, 제프 존스와 완 감독이 각본을 썼다. 제이슨 모모아가 주인공 아쿠아맨을 맡았고, 윌럼 더포, 앰버 허드, 패트릭 윌슨, 야히아 압둘마틴 2세, 테무에라 모리슨, 돌프 룬드그렌, 니콜 키드먼이 조역으로 출연한다.

## 시놉시스
인간과 바다의 나라, 아틀란티스 여왕 사이에서 태어난 아서는 아쿠아맨으로 거듭나서 전설의 삼지창을 찾아 이부 동생으로부터 세상을 지켜내기로 결심한다.

## 출연
- 제이슨 모모아 - 아서 커리 / 아쿠아맨
- 윌럼 더포 - 누이디스 벌코
- 앰버 허드 - 메라
- 패트릭 윌슨 - 옴 매리어스 / 오션 마스터
- 야히아 압둘마틴 2세 - 데이비드 하이드 / 블랙 만타
- 테무에라 모리슨 - 토머스 커리
- 돌프 룬드그렌 - 네레우스
- 니콜 키드먼 - 아틀라나
- 루디 린 - 머크
- 마이클 비치 - 제시 케인
- 디몬 하운수 - 피셔맨 킹
- 줄리 앤드류스 - 카라탠(목소리)
- 그레이엄 맥타비쉬 - 아틀란 왕
- 존 라이스 데이비스 - 브라인 왕
- 랜들 파크 - 스티븐 신 박사
- 리 워넬 - 파일럿

## 후속작
2018년 12월, 워너 브라더스 영화사 회장인 토비 에머리치가 속편을 개발하기 시작하도록 했다는 보도가 나왔다. 후속작 논의는 제작 후 제임스 완 감독이 토탈필름에 첫 번째 영화가 의도적으로 더 많은 이야기를 할 수 있는 여지를 남겨두었다고 말했을 때 시작되었다. 2021년 6월, 영화의 제목이 아쿠아맨과 로스트 킹덤으로 밝혀졌다. 2021년 6월 28일, 완은 속편의 제작이 시작되었다고 발표하면서 인스타그램에 사진을 올렸다.

## 같이 보기
- DC 유니버스